# Dictator (televisieprogramma)
Dictator was een experimenteel televisieprogramma van 8 afleveringen op de Vlaamse zender VIER. De eerste aflevering werd uitgezonden op 27 oktober 2015. Het programma is rechtstreeks gebaseerd op het Zweedse Diktatorn waar men eenzelfde proef heeft gedaan.
In het programma worden acht jongvolwassenen opgesloten in een oud gebouw waar een dictatuur heerst. Zelf zien ze de gezaghebbers niet en de deelnemers krijgen hun opdrachten via de telefoon. De deelnemers hebben geen enkele vorm van luxe en al hun bezittingen zijn afgenomen. De dictator bepaalt alle regels en zal straffen uitdelen wanneer het vooropgestelde doel niet wordt bereikt.
De woning waar de kandidaten verblijven is volledig afgesloten en ramen zijn afgeplakt, waardoor er geen direct zonlicht is. De kandidaten dienen in hun kamer te blijven tot na een bepaald signaal. Meestal dienen zij dan te werken. Daarbij moeten de jongens bijvoorbeeld in een bepaalde tijdspanne enkele honderden koekjes bakken, waarbij ze het deeg zelf moeten maken. De meisjes dienen stapels beddengoed perfect te strijken en op te vouwen.
Wanneer iemand een opdracht goed uitvoert, kan hij een jeton verdienen, een soort munteenheid. De kandidaten weten niet dat deze munteenheid totaal geen waarde heeft en het bijgevolg niet uitmaakt of men veel of weinig jetons heeft. Verder krijgen een of meer personen een opdracht: zo dienen de meisjes op zeker ogenblik al het werk in de keuken over te nemen van de jongens. De meisjes mogen de jongens niet inlichten en de meisjes zullen boetes krijgen indien de dictator van mening is dat de jongens niet goed genoeg werden behandeld.
De dictator tracht het vertrouwen in de groep te doen wankelen: zo laat hij bijvoorbeeld een bepaalde kandidaat opzettelijk liegen of geeft hij valse informatie door over de telefoon.
Omdat het spel psychologisch zwaar wordt geacht, zijn er twee psychologen in de nabijheid. Ook hebben de kandidaten de mogelijkheid om op eender welk ogenblik uit het experiment te stappen. De winnaar van het spel maakt kans om 20.000 euro te winnen.

## Nederland
BNN zond op 2 mei 2016 op NPO 3 de eerste aflevering van een Nederlandse versie uit, met een vergelijkbare opzet als in de Vlaamse versie.